# مرکز کریستینه
مرکز کریستینه (استونیایی: Kristiine Keskus) یک مرکز خرید در شهر تالین، استونی است.
این مرکز خرید که در سال ۱۹۹۹ تأسیس شده دارای ۳ طبقه، ۱۷۰ فروشگاه و ۵۳٫۰۰۰ مترمربع مساحت می‌باشد.